# Żydowski Trust Kolonialny
Żydowski Trust Kolonialny (Jewish Colonial Trust) - żydowski bank utworzony w 1899 roku w Wielkiej Brytanii.
Założycielem był Theodor Herzl. Było to finansowe ramię Światowej Organizacji Syjonistycznej. Bank gromadził środki finansowe od Żydów na całym świecie, które były przekazywane na wsparcie żydowskiej kolonizacji w Palestynie.
Działalność finansową bank rozpoczął w 1902 roku z kapitałem początkowym 2 milionów funtów szterlingów. Pierwszym prezesem został David Wolffsohn.
Trust przekształcono w 1902 roku w Anglo-Eretz-Israel Company Ltd., z utworzonym później obok Bankiem Anglo-Eretz-Israel Company Limited, przekształcony później w Bank Państwa Izrael (Bank Leumi le-Israel).